# Matter (стандарт)
Matter — це новий відкритий IPv6 стандарт підключення для пристроїв «розумного будинку» що використовує Wi-Fi та Thread як радіо протоколи. Він набув широкого розголосу завдяки своїй обіцянці сумісності в усіх екосистемах. Найбільші технологічні компанії, такі як Google, Apple і Amazon, об’єдналися, щоб розробити цей новий стандарт підключення до розумного будинку під дахом CSA (Connectivity Standards Alliance). Хоча продукти Matter підтримують роботу через інтернет ними можна керувати повністю локально без підключення до інтернету, чи хмарних служб постачальника.
Matter використовує Thread, Wi-Fi й Ethernet як транспортні протоколи. А також BLE для додавання пристроїв у мережу. Його мета — покращити взаємодію та сумісність між пристроями різних виробників, підвищити рівень безпеки, а також надавати користувачеві можливість локального керування. Як результат, не потрібно шукати пристрої екосистеми одного виробника, оскільки пристрої працюватимуть в усіх них одночасно.   

## Історія розробки
У грудні 2019 року компанії Amazon, Apple, Google, Samsung SmartThings та Альянс Zigbee оголосили про співпрацю та створення робочої групи проєкту «Connected Home over IP» (CHIP). Метою проєкту є спрощення розробки для виробників і брендів продуктів для розумного будинку, а також підвищення сумісності цих продуктів для споживачів. 
Стандарт працює на основі Інтернет-протоколу (IP) і працює через один або кілька «контролерів», які з'єднують і керують пристроями у локальній мережі, усуваючи потребу в концентраторах сторонніх виробників. Сертифіковані продукти розроблені для локальної роботи та не залежать від підключення до Інтернету для своїх основних функцій. Використовуючи адресацію IPv6, стандарт сприяє безперебійному зв'язку з хмарними службами. 
Його мета полягає в тому, щоб полегшити взаємодію між пристроями розумного дому, мобільними застосунками та хмарними службами, використовуючи спеціальний набір мережевих технологій на основі IP, таких як mDNS та IPv6. Matter працює на прикладному рівні моделі OSI, чим відрізняється від таких протоколів, як Zigbee та Z-Wave, і теоретично може працювати в будь-якій мережі з підтримкою IPv6. Зараз офіційна підтримка обмежена Wi-Fi, Ethernet і бездротовою сітчастою мережею Thread.

## Версії
Оновлення стандарту планується проводити кожні два роки.
- Версія 1.0 специфікації була опублікована 4 жовтня 2022 року.[18] Вона представила підтримку освітлювальних приладів (таких як штепсельні вилки, електричні світильники та вимикачі), дверних замків, термостатів і контролерів опалення, вентиляції та кондиціонування повітря, жалюзі та ролети, датчиків домашньої безпеки (таких як двері, вікна та датчики руху), телевізори та програвачі потокового відео.[19]
- Версія 1.1 специфікації була опублікована 18 травня 2023 року. Попри те, що це нова версія, вона не містить жодних нових категорій, лише виправлення помилок і вдосконалення існуючого SDK, API та пристроїв.[20]
- Версія 1.2 специфікації була опублікована 23 жовтня 2023 року. У цю версію додано дев'ять нових типів пристроїв (холодильники, портативні кондиціонери, посудомийні машини, пральні машини, роботизовані пилососи, сигналізатори диму та чадного газу, датчики якості повітря, очищувачі повітря та вентилятори). Він також містить перегляди та доповнення до існуючих категорій, покращення специфікації та SDK, а також інструменти сертифікації та тестування.[21]
- Версія 1.3 специфікації була опублікована 8 травня 2024 року. Ця версія додає підтримку пристроїв керування водою та енергією, а також підтримку приладів для мікрохвильових печей, печей, варильних поверхонь, витяжок, сушарок для білизни та медіаплеєрів Matter-cast. Також були додані сцени та пакетування команд.[22]

Для майбутніх версій робоча група працює над підтримкою датчиків навколишнього руху та присутності, датчиків навколишнього середовища та елементів керування, датчиків закриття, керування енергією, точок доступу Wi-Fi, камер і основних пристроїв.

## Відмінності Matter та Thread
Matter та Thread це не одне і те саме. Thread це протокол яким з'єднуються пристрої між собою (накшталт Wi-Fi), Matter це мова якою говорять усі пристрої. Thread може існувати як окремий протокол розумних пристроїв, без використання Matter. Якщо на коробці пристрою зображений лише логотип Thread, але немає логотипу Matter, цей пристрій не працюватиме у Matter мережі. Важливо: для роботи Thread Matter пристроїв потрібен Thread Border Router. Matter також може працювати без Thread з Wi-Fi та Ethernet Matter пристроями.

## Відмінності Matter та Zigbee
Matter це стандарт, що працює як застосунок на 7 прикладному рівні моделі OSI. Matter забезпечує стандартизований спосіб комунікації між різними пристроями, незалежно від їхнього виробника, використовуючи IP-мережу. Натомість Zigbee це радіопротокол, який працює на фізичному та канальному рівнях моделі OSI (1-й і 2-й рівні). Zigbee використовується для побудови бездротових мереж з низьким енергоспоживанням і коротким радіусом дії, і здебільшого використовується для обміну даними між пристроями. 
Важливою відмінністю є те, що транспортні протоколи Matter, такі як Wi-Fi і Thread, передають свої запити через IP-мережу, тоді як Zigbee не використовує IP-пакети, а працює на основі власного протоколу, який не підтримує IP-адресацію.
Стандартизація. На етапі планування усі Zigbee пристрої мали б бути повністю сумісні один з одним. На практиці сертифікація Zigbee Aliance (CSA) була не достатньо жорстка, а специфікація доспускала відхилення. Це призвело до існування окремих екосистем, що конкурують одна з одною. Matter намагається вирішити цю проблему гарантуючи повну сумісність усіх пристроїв та незалежність від екосистеми, та можливість підключення до декількох екосистем одночасно.
Надійність. Топологія ZigBee мережі має лише один центр керування - координатор (хабу, шлюзу). Його вихід з ладу неодмінно призводить до падіння усієї мережі. Натомість топологія Matter дозволяє мати більше одного елементу керування (мульти адміністрування). Це означає, що якщо один центр керування вимкнеться, інший продовжить керувати мережею

## Архітектура та топологія мережі Matter
Мережа Matter використовує пристрої з різними ролями. З них можна виділити 5 основних: 

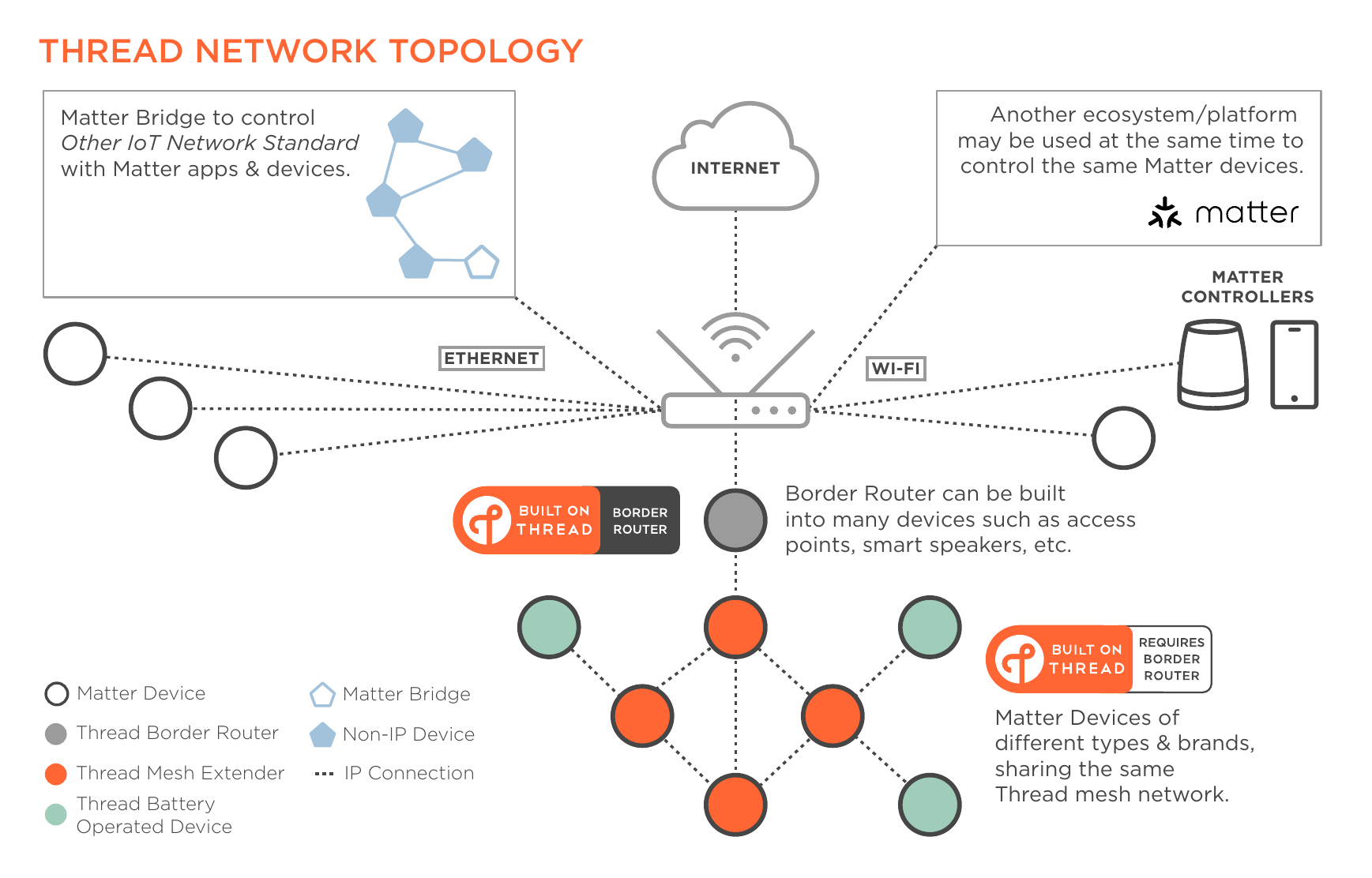
Топологія мережі matter

Контроллер (Controller) - центр керування, обов'язковий елемент, що потрібен для створення Matter мережі. Мережа може мати декілька контролерів. Контролер використовується для створення пари з  Matter пристроями та керування ними. Створення пари відбувається за допомогою Bluetooth LE та IPv6. Контролер має постійне живлення.
Прикордонні маршрутизатори Matter (Matter Border-Routers, Thread border-router) - дозволяє взаємодіяти пристроям з LAN мережі (Wi-Fi, Ethernet) з пристроми Thread мережі. Щоб змусити пристрої Matter у локальній та в Thread мережах спілкуватися один з одним, потрібен пристрій-міст. Такий пристрій називають Matter Border-Routers, або Thread border-router. Він «розмовляє» як з локальною (Ethernet або Wi-Fi), так і з Thread мережею. Прикордонний маршрутизатор має постійне живлення. Іноді пристрій - контролер може мати функціонал прикордонного маршрутизатора.
Matter пристрої (Matter Devices, Matter End Devices) - всі WiFi та Ethernet пристрої, які керуються за допомогою Matter. Ці пристрої просто працюють, не транслюють сигнали від інших пристрої та не беруть участь у mesh-мережі, оскільки не «розмовляють» через Thread. Деякі Matter пристрої можуть мати підключення до Інтернету. Мають постійне живлення, або від акумулятора. 
Розширювачі мережі Thread (Thread Mesh Extenders) - розширюють покриття Matter мережі. Спілкуються з усіма Thread пристроями та повторюють їх сигнал. За функціоналом схожі на «маршрутизатори» в Zigbee або Z-Wave мережах. «Розмовляють» лише через Thread, та не пітримують Wi-Fi або Ethernet. Тому не можуть самостійно підключитися до Інтернету. Ці пристрої живляться від мережі. 
Кінцеві пристрої Thread (Thread End-Devices) - це кінцеві пристрої Matter мережі. Вони надсилають свої данні розширювачам Thread мережі, або прикордонним маршрутизаторам Matter та не пересилають пакети для інших пристроїв та можуть переходити в режим сну. Зазвичай живляться від невеликої батарейки та працюють доволі довго. 
Іншою роллю є Matter міст (bridge). Matter Bridge — це пристрій або програмне забезпечення, що дозволяє інтегрувати та керувати пристроями інших протоколів (наприклад, Zigbee або Z-Wave) у мережі Matter, забезпечуючи сумісність і взаємодію між різними стандартами розумного дому. 

## Мульти адміністрування (multi fabrics)
У контексті Matter мережа називається - fabric. Пристрої в одній мережі спільно використовують один центр сертифікації (контроллер Matter). Кожна мережа має унікальний Fabric ID. Matter пристрої можуть мати більше ніж один Matter контроллер і працювати в декількох мережах одночасно. В термінології Matter це має назву мульти-адміністрування (multi admin, multiple fabrics). Така функціональність дозволяє додавати та керувати пристроєм в екосистемах декількох (до п'яти виробників одночасно). Це дозволяє використовувати програмне забезпечення та його переваги будь якої екосистеми розумного дому.

## Додавання пристроїв до мережі Matter (commissioning)

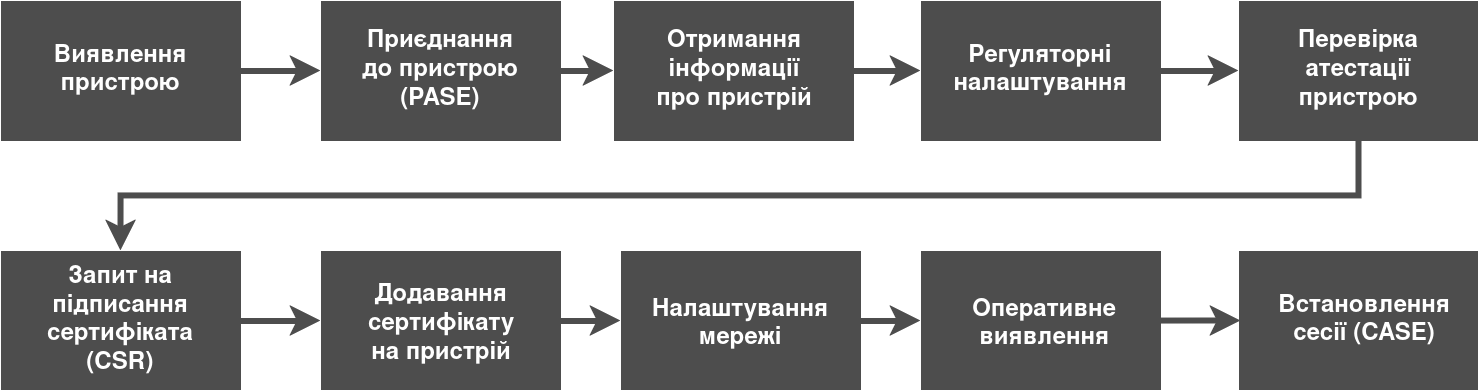
Схема введення в експлуатацію Matter пристрою

Більшість сумісних із Matter пристроїв мають вбудовану мікросхему Bluetooth для полегшення введення в експлуатацію. Bluetooth використовується не для керування, а для створення пари з пристроєм після розпакування або відновлення заводських налаштувань. Додавання нових пристроїв до мережі зазввичай проводиться за допомогою Android, або IPhone, який в термінології Matter називається комісіонер. На програмному рівні процес введення в експлуатацію можна розбити на кілька етапів:
1. Виявлення пристрою - перед налаштуванням пристрій повинен транслювати сигнал для виявлення.
2. Підключення до пристрою (PASE) - комісіонер (телефон) підключається до пристрою за допомогою коду зʼєднання (Passcode Authenticated Session Establishment) для захищеного звʼязку.
3. Отримання інформації про пристрій - комісіонер зчитує основні дані про пристрій: тип пристрою, виробника, назву та серійний номер.
4. Регуляторні налаштування - телефон налаштовує параметри, наприклад, місцезнаходження пристрою (в приміщенні/зовні/обидва) пристрою або налаштування код країни.
5. Перевірка атестації пристрою - комісіонер перевіряє, чи пристрій сертифікований Matter. Комісар витягує сертифікати атестації РАС і РАІ, що містять ідентифікатор постачальника, ідентифікатор продукту та публічний ключ атестації
6. Запит на підписання сертифіката (Certificate Signing Request (CSR)) - комісіонер надсилає запит пристрою на підписання сертифіката для захищеного підключення.
7. Додавання сертифікату на пристрій (Node Operational Certificate (NOC)) - комісіонер додає операційний сертифікат на пристрій.
8. Налаштування мережі - комісіонер налаштовує мережу для пристрою, якщо це потрібно. Цей крок необхідний для Thread або Wi-Fi пристроїв. Але не потрібен для Ethernet, де пристрій уже підключено до мережі.
9. Оперативне виявлення - після підключення пристрою до мережі телефон (комісіонер) знаходить його за допомогою операційного виявлення, яке використовує DNS-SD або mDNS (для Wi-Fi). Це дозволяє телефону та іншим пристроям в мережі знати IP-адресу і порт нового пристрою
10. Встановлення сесії (CASE) - після виявлення пристрою комісіонер встановлює з ним захищене з'єднання (сесію CASE), обмінюється сертифікатами та підтверджує довіру між ними.
11. Завершення налаштування - телефон завершує налаштування, і пристрій починає працювати у мережі. [23]

## Підтримувані пристрої
Connectivity Standards Alliance (CSA) підтримує офіційний список сертифікованих продуктів Matter і обмежує використання логотипа Matter сертифікованими пристроями. Сертифікація продукту Matter також зберігається в розподіленій книзі відповідності CSA (DCL), яка публікує інформацію про атестацію сертифікованих пристроїв.

### Підтримувані екосистеми та центри
| Компанія | Платформа                                       | Тип пристрою | Контроллер (хаб) |
| -------- | ----------------------------------------------- | --- | --- |
| Google   | Android, Wear OS, iOS, iPadOS                   | Мости, освітлення, замки, розетки, датчики (контакту, вологості, освітленості, руху, присутності, тиску та температури), динаміки, термостати та вікна (крім нахилу)                    | - Google Home speaker - Google Home mini - Nest Mini - Nest Audio - Nest Hub (first-gen) - Nest Hub (second-gen)* - Nest Hub Max* - Nest Wifi Pro* |
| Samsung  | Android, Wear OS, iOS, iPadOS, watchOS, Windows | Bridges, lights, locks, outlets, sensors (contact & motion), televisions, thermostats, and window coverings                                                                             | - Samsung SmartThings Hub v2 - Samsung Family Hub refrigerator (2017 and newer, can add Thread with a dongle) - Samsung Smart Monitors 2022 models - Samsung smart TVs 2022 models - Aeotec SmartThings Smart Home Hub* - Samsung SmartThings Station* - Samsung SmartThings Hub Dongle* - Samsung SmartThings Hub v3* - Samsung Smart TVs CU8000 and CU7000 (2023)* - Samsung MicroLED TV MNA89MS1BA (2023)* - Samsung Smart Monitor M80C (2023)* - Samsung Soundbar HW-Q990C (2023)* - Samsung NEO QLED 8k and 4K (2023)* - Family Hub refrigerator, model numbers RF29CB9900QKAA (US), RF23CB9900QKAA (US), RF85C9581APW (Korea)* |
| Apple    | iOS, iPadOS, macOS, tvOS, watchOS               | Кондиціонери, мости, освітлення, замки, розетки, вимикачі, жалюзі та ролети, датчики (руху, зовнішнього освітлення, контакту, температури та вологості), термостати та віконні покриття | - Apple HomePod (first-gen) - Apple HomePod (second-gen)* - Apple HomePod Mini* - Apple TV 4K (2021 version)* - Apple TV 4K Wi-Fi (2022 version) - Apple TV 4K Wi-Fi + Ethernet (2022 version)* |
| Amazon   | Android, iOS, iPadOS                            | Світильники, замки, розетки, вимикачі, датчики (контактні), термостати та віконні накладки                                                                                              | - Amazon Echo smart speakers, Echo Pop, Echo Dot, and Echo Dot with Clock (third-gen and newer) - Echo Studio - Echo Show 5 and Echo Show 8 (second-gen and newer) - Echo Show 10 (third-gen) - Echo Input, Flex, and Plus (v2) - Echo (4th-gen)* - Eero Pro 6E, Pro 6, 6 Plus, 6, PoE 6, and PoE Gateway* - Echo Show 8 (third-gen)* - Eero Max 7* |

- означає включену підтримку потоків

Основною метою Matter є покращення сумісності поточної екосистеми розумного будинку. CSA та його члени прагнуть, щоб логотип Matter став повсюдним і щоб споживачі миттєво впізнавали його як розумний домашній пристрій, який «просто працює».
У порівнянні з поточною екосистемою розумного будинку Matter має багато інших переваг:
- Місцеве управління
- Мультиадміністраторський контроль
- Більша конкуренція серед виробників розумних домівок
- Менші технічні витрати для розробників пристроїв IoT

## Matter в Україні
Україномовні статті про Matter почали з'ялятись з кінця 2021 року  . Більше про Matter почали писати у 2022 році після запуску стандарту 1.0  та презентації Apple WWDC 2022.     . У 2022 році TP-Link оголосив  про продаж Wi-Fi пристроїв з підтримкою Matter 1.0 екосистем Tapo і Kasa. У 2022 році український виробник розумних пристроїв SMLIGHT запустив у продаж серію координаторів SLZB-07 з підтримкою Matter. Серія SLZB-06 отримала підтримку Matter пізніше, у квітні 2024. У продажі пристрої з підтримкою Matter та огляди на них в українському сигменті Інтернету почали з'являтись у 2023 році.  У більшій мірі це реле та розетки. У 2023 українські ЗМІ та блогери також писали про Matter     . За 2024 рік україномовних згадок знайти не вдалось. Варто зазначити, що (на кінець 2024) року інтерес суспільства до цього стандарту дуже малий. Це може бути пов'язано з тим, що Matter достатньо новий та немає такої великої проникності на ринку, як Wi-Fi, або ZigBee.

## Рекомендована література
- Belli, Dimitri; Barsocchi, Paolo; Palumbo, Filippo (2024). Connectivity Standards Alliance Matter: State of the Art and Opportunities. Elsevier Internet of Things. 25. doi:10.1016/j.iot.2023.101005.
- Wroclawski, Daniel (18 березня 2022). Matter, Explained: What the New Standard Could Mean for Your Smart Home. Consumer Reports. Процитовано 30 квітня 2022.